# Brian Chippendale
Brian Chippendale est un musicien originaire de Providence (Rhode Island). Il est principalement connu comme batteur/chanteur du groupe Lightning Bolt (avec le bassiste Brian Gibson) et Mindflayer (avec Matt Brinkman). Il joue également du saxophone et de la batterie dans un projet solo nommé Black Pus. Il illustre aussi sa propre série de bandes-dessinées, Peanut Butter Ninja, et a participé à de nombreux autres projets. 
En raison des concerts joués avec Lightning Bolt, dans lesquels la batterie est située devant des amplificateurs excédant souvent les 3000 watts, il souffre d'une sévère surdité partielle. Avant sa destruction, Chippendale était membre de Fort Thunder, une usine textile désaffectée de Providence connue pour être un espace de travail des artistes d'avant-garde locaux. Il a grandi dans la région de Philadelphie, où il a commencé à jouer de la batterie avec son premier groupe the Pissants, en 1989.
Chippendale est connu pour son jeu rapide et frénétique. Dans le film de  Peter Glantz et Nick Noe The Power of Salad, qui suit un temps les concerts de Lightning Bolt aux États-Unis, il compare son jeu de batterie à sa manière de dessiner: "I feel like everything I do has something to do with filling up space.  I dunno, almost the way I drum is the way I draw: it's like I'm covering every little space with a beat or a hit or something."

## Équipement
Lightning Bolt est réputé pour ses shows dynamiques et souvent tumultueux.  Cependant, Chippendale utilise en concert un set de batterie bien spécifique et singulier, aussi bien dans le choix des éléments que dans leur disposition:
- Une caisse claire (Ludwig-Musser Supraphonic)
- Deux toms basse
- Une Grosse caisse avec une pédale DW
- Deux cymbales (une ride Sabian 20" et une cymbale Zildjian Ping ride 20")
- Baguettess: Zildjian "Absolute Rock" blunt-end sticks
- Peaux: REMO pinstripe drumheads

Habituellement la grosse caisse et les cymbales sont sur la droite, les toms devant et sur la gauche, et la caisse claire juste en face des toms. Au cours de concerts plus récents, Chippendale a ajouté un tom plus petit et a déplacé l'un de ses toms à une place plus conventionnelle, sur sa droite.
Pour les concerts avec Mindflayer, Chippendale utilise fréquemment une seconde caisse claire Ludwig-Musser

## Discographies

### Projets solo
- Apparaît sous le nom de "Gleemun" sur la compilation Sonic Chimp (Sealed Hotel, 1996)
- Black Pus I (2004)
- Black Pus II (2005)
- Black Pus III: Metamorpus (2006)
- Olneyville Providence Live Compilation (10 CD-r coffret/bootleg fait maison) (aucun label) (2005)

### Lightning Bolt

#### Albums
- Lightning Bolt (Load)  (1999)
- Zone 50-minute companion cassette (1999)
- Ride the Skies (Load)  (2001)
- Wonderful Rainbow (Load)  (2003)
- Hypermagic Mountain (Load)  (2005)

#### Vidéo
- The Power of Salad (Load)  (2002)
- Pick a Winner (Load)  (2004)

### Mindflayer

#### Autoproduction
- Raise Your Tentacles and Yell! (disponible sur le site officiel) (2000)[2]
- Live CD-R (disponible sur le site officiel) (Bulb) (2000/2001)

#### Albums studio
- It's Always 1999 (Ooo Mau Mau/Load) (2001/2004)
- Take Your Skin Off (Bulb) (2003)
- Die & Mold Services (Corleone) (2004)
- Expedition to the Hairier Peaks (Corleone) (2005)

#### Singles
- Split (avec Prurient) (Important Records) (2007)

#### Compilations
- Compilation Old Tyme Lemonade (Hospital Productions) (2004)

### Pissants
- Mindless Little Insects (1990)
- Aphidz Army Anarchy (1991)

### Collaborations
- Chippendale a joué de la batterie sur l'album Volta de Björk, sorti en 2007

## Source/Référence
- (en) Cet article est partiellement ou en totalité issu de l’article de Wikipédia en anglais intitulé « Brian Chippendale » (voir la liste des auteurs).

1. ↑  http://www.laserbeast.com/photos/090405/Lightning-Bolt-Earthunder-1.jpg
2. ↑  Mindflayer